# Ahneby
Ahneby település Németországban, Schleswig-Holstein tartományban. Lakosainak száma 201 fő (2023. december 31.). Ahneby Sörup, Sterup, Rügge és Mohrkirch községekkel határos.

## Népesség
A település népességének változása:
| Lakosok száma | 246  | 209  | 199  | 193  | 195  | 203  | 201  |
|               | 1975 | 2014 | 2017 | 2019 | 2021 | 2022 | 2023 |